# Quasi-autisme
Le quasi-autisme (aussi appelé autisme acquis ou autisme institutionnel) est un terme non reconnu scientifiquement comme diagnostic, utilisé afin de décrire les états de retard neuro-développemental constatés chez les jeunes enfants exposés à une privation psycho-sociale et psycho-affective intense et précoce (hospitalisme). 
Les mouvements répétitifs et les difficultés de communication et de relation sociale constatés chez ces enfants ont initialement été décrits comme typiques d'une forme d'autisme, cependant une description symptomatologique poussée montre des différences. Ce phénomène a initialement été constaté sur des enfants dans les orphelinats roumains ou bulgares à la chute du régime de Ceaușescu.

## Histoire du concept
Le Pr Michael Rutter, spécialiste en psychologie de l'enfant au Royaume-Uni, a réalisé une série d'études sur des enfants élevés dans des orphelinats roumains, avec des tests sur les échelles d'évaluation pour l'autisme que sont l'entretien diagnostic pour l'autisme révisé (ADI-R) et l'échelle d'intervention pour le diagnostic de l'autisme (ADOS).  
Les enfants ont été testés jusqu'à l'âge de onze-douze ans, ce qui permet à Rutter et son équipe de montrer qu'un enfant sur dix élevé dans une institution roumaine montre de façon permanente des «traits quasi-autistiques». 
Le terme de quasi-autisme est utilisé de façon préférentielle au terme autisme à cause de trois traits comportementaux :
- un degré de progression de quatre ans à six ans supérieur à la progression typique des enfants diagnostiqués comme autistes[1]
- un degré inhabituel de spontanéité et de flexibilité dans la communication[1]
- une tendance inhabituelle à chercher le contact social[1].

Rutter mentionne également une circonférence crânienne inférieure à celle de la norme relevée chez les enfants autistes.

## Perspective clinique
Rutter mentionne des déficits dans la théorie de l'esprit chez ces enfants, accompagnés d'intérêts restreints ainsi que dans la perception de l'expression émotionnelle. Bien que ces enfants ne soient en général pas atteints de retards intellectuels sévères, il existe chez eux des difficultés à la résolution de tâches, en particulier dans le cadre d'une action collective. 
Les observations de l'équipe de Rutter font également état de difficultés à gérer la colère et la frustration, ainsi que d'une comorbidité avec le trouble de l'attachement désinhibé (voir trouble réactionnel de l'attachement de l'enfance).

### Publications scientifiques
- M. Rutter, L. Andersen-Wood, C. Beckett, D. Bredenkamp, J. Castle, C. Groothues, J. Kreppner, L. Keaveney, Lord C, TG. O'Connor, Quasi-autistic patterns following severe early global privation. English and Romanian Adoptees (ERA) Study Team, Cambridge Core, 1er mai 1999 , PMID 10357161
- Boris Gindis, Institutional Autism In Children Adopted Internationally:Myth Or Reality?, BG Center, janvier 2008|, DOI 289886014

### Articles
- [Nelson, Charles A.2017] (en) Charles A. Nelson, « Romanian orphans reveal clues to origins of autism », www.spectrumnews.org,‎ 25 avril 2017
- [Rutter et al. 1999] (en) Michael Rutter, Lucie Andersen-Wood, Celia Beckett et Diana Bredenkamp, « Quasi-autistic Patterns Following Severe Early Global Privation », The Journal of Child Psychology and Psychiatry and Allied Disciplines, vol. 40, no 4,‎ mai 1999, p. 537–549 (ISSN 1469-7610 et 0021-9630, lire en ligne, consulté le 30 septembre 2018)